# Hydrometra
Genre
Synonymes
- Limnobates Burmeister, 1835[1]
- Limnametra Burmeister, 1835[1]

Hydrometra (l'Hydromètre en français) est un genre d'insectes hémiptères hétéroptères (punaises) semi-aquatiques de la famille des Hydrometridae (infra-ordre des Gerromorpha). C'est le plus riche de la famille, avec plus de 120 espèces de répartition cosmopolite.

## Description
Les Hydromètres sont des insectes de petite taille, mesurant entre 6 et 18 mm de long, de couleur brunâtre, verdâtre foncé ou noirâtre, au corps très fin et allongé, monté sur de longues pattes filiformes. Les différentes espèces sont proches les unes des autres, et se distinguent surtout par la forme du clypéus, celle des derniers segments de l'abdomen, et parfois d'autres critères. Comme les autres Hydrometrinae, ils ont la tête allongée (représentant presque un tiers de la longueur du corps), avec trois paires de trichobothries, avec les yeux placés loin de l'apex, mais pas non plus vers le bord arrière. Le rapport entre les parties antéoculaire et postoculaire peut être utile à la détermination. Elles n'ont pas d'ocelles. Le rostre et les antennes ont quatre articles. Elles présentent un polymorphisme alaire, avec des formes macroptères, où les ailes atteignent presque l'apex de l'abdomen, des formes brachyptères, où les ébauches alaires s'étendent à peine sur la face dorsale de l'abdomen, et des formes aptères ou microptères, où les ailes sont soit cachées entièrement par le lobe du pronotum, soit en dépassent à peine. La plupart des espèces présentent deux formes, le plus souvent brachyptères et macroptères. Les ailes antérieures ont une vénation réduite, avec au maximum quatre cellules fermées. Les tarses ont trois segments,.

## Répartition
Les membres de ce genre sont répartis sur l'ensemble des continents (sauf l'Antarctique), avec la plus grande répartition dans les régions tropicales.

### En Europe
En Europe, deux espèces sont présentes, H. stagnorum et H. gracilenta, toutes deux présentes en France, en Suisse et en Belgique. Au Québec, seule l'espèce Hydrometra martini est présente.

### En Afrique
L'Afrique en compte trentaine d'espèces, dont :
- une en Afrique du Nord, H. aegyptia (Égypte et Soudan) ;
- quelques-unes dans les îles afrotropicales de l'Océan indien, à Madagascar (H. bifurcata, H. cavernicola, H. fanjahira, H. isaka, H. madagascarensis et H. phytophila[8],[9]), à l'île Maurice (H. mameti ), et aux Seychelles (H. seychellensis[10]) ;
- une vingtaine d'espèces dans la zone afrotropicale continentale :  H. africana (Guinée à Kenya[8], Tanzanie et Zanzibar[11]), H. monodi (Niger à Afrique de l'Est et Zimbabwe[12],[13]), H. albolineolata (Niger[12] et Soudan[11] à Sud de l'Afrique : Botswana[14], Namibie, Afrique du Sud[15]), H. grassei et H. yamoussoukroi de Côte d'Ivoire[16], H. smithi (Sierra Leone)[8], H. moneta (Nigeria), H. goodi[11] et H. carayoni  du Cameroun[17], H. somaliensis (Éthiopie, Somalie, Kenya)[18], H. marani[19] et H. juba du Soudan, H. chopardi (Kenya)[11], H. ugandae et H. poissoni d'Ouganda[11] et, en Afrique du Sud, H. ambulator, H. chinai, H. rhodesiana, H. transvaalensis, H. hutchinsoni, et H. turneri[8].

### Dans le Paléarctique
Dans le Paléarctique, outre les deux espèces européennes, dont la distribution s'étend jusqu'en Asie centrale pour H. gracilenta, et jusqu'à l'est du Paléarctique pour H. stagnorum, on rencontre une quinzaine d'autres espèces, dont : 
- H. aegyptia en Égypte, H. scotti au Yémen, H. maindroni à Oman[8], H. monoceros en Irak et en Arabie Saoudite[20] ;
- dans l'est du Paléarctique (de la Chine au Japon) H. procera, H. sjoestedti, H. albolineata, H. jaczewskii, H. okinawana, H. annamana, dont plusieurs sont également présentes dans la région indomalaise plus au sud[21].

### Dans la région indomalaise
Une trentaine d'espèces sont présentes dans la région indomalaise :
- au Pakistan, H. yakubi[22], en Inde H. butleri, H. cherukolensis, H. greeni, H. nicobarensis, H. okinawana et peut-être H. bifurcata (douteuse)[23]; et au Sri Lanka, H. kahallensis et H. zeylanica ;
- entre le Myanmar et le Vietnam, H. albolineata, H. annamana, H. carinata, H. chaweewanae, H. gilloglyi, H. greeni, H. jaczewskii, H. julieni, H. longicapitis (dont H. aberrans est un synonyme[9]), H. maidli, H. okinawana (dont H. akekawati[24] est un synonyme), H. orientalis, H. papuana, et H. ripicola[24],[25],[26],[27] ;
- en Malaisie, dans l'archipel indonésien et aux Philippines, H. borneensis, H. brevitarsus, H. carinata, H. chaweewanae, H. cracens, H. gilloglyi, H. greeni, H. heoki (avec deux sous-espèces), H. jaczewskii, H. julieni, H. kelantan, H. lineata, H. longicapitis (dont H. aberrans est un synonyme), H. maidli, H. mindoroensis, H. okinawana (dont H. akekawati Sites & J.Polhemus, 2003 est un synonyme), et H. orientalis[28],[2],[29],[30] ;

### Dans la région australasienne
Dans l'écozones australasienne une quinzaine d'espèces ont été recensées, dont se retrouve dans l'écozone océanienne ;
- en Nouvelle-Guinée, H. balkei, H. eioana (endémique), H. horvathi, H. kiunga (endémique), H. lineata, H. mindoroensis, H. orientalis et H. papuana[31] ;
- une dizaine en Australie, soit H. claudie, H. darwiniana, H. feta, H. illingworthi, H. jourama, H. novaehollandiae[32], H. orientalis, H. papuana (dont H. hoplogastra est un synonyme), et H. strigosa (dont H. risbeci est un synonyme[33], mais les deux dénominations sont encore employées)[34],[3],[8],[35] ;
- en Nouvelle-Calédonie, en retrouve H. strigosa[36], ainsi que. H. aculeata[37], une des Hydromètres les plus primitives. H. strigosa (ou risbeci) a été également rencontrée en Nouvelle-Zélande où elle est rare et la seule Hydrometra[38],[39] ;
- H. strigosa est également présente à Tahiti[40]. H. gagnei[41] a été transférée dans un autre genre, Prohydrometra[42].

### Espèces néotropicales
Dans la zone néotropicales, on a découvert plus de trente espèces :
- Au Mexique, H. acapulcana, H. aemula (synonyme: H. ciliata)[43], H. cyprina[44], H. intonsa (et Costa Rica)[45], H. lentipes[45], H. taxcana[45] ;
- plus bas en Amérique centrale et dans les Caraïbes: H. priscillae (Guatemala)[44], H. naiades (Guatemala)[46], H. barrana[45], H. ciliosa (El Salvador)[47], H. crossa (Honduras)[47], H. exilis (Honduras)[44], H. alloiona (Nicaragua)[47], et à Panama, les espèces H. adnexa, H. naiades, H. panamensis[45], H. zeteki[45], et H. caraiba (du Mexique à Panama) ;
- dans les Caraïbes, H. gibara (endémique de Cuba)[44], australis et consimilis, également rencontrées en aux États-Unis, H. caraiba (synonymes: H. championiana, H. agenor)[44],[46], et H. argentina, ces deux dernières également en Amérique du Sud ;
- en Colombie et dans le nord du continent: H. adnexa[43], H. colombiana[48], H. quimbaya[48], H. tayrona[48], H. thomasi, H. williamsi[8], H. comata[44] (jusqu'à Trinidad-et-Tobago et au Brésil), H. guianana[8] (également jusqu'à Trinidad-et-Tobago et au Pérou et au Brésil)[49], H. exalla (également au Pérou)[47], H. sapiranga (au Nordeste du Brésil)[50] ;
- Au Pérou, en Équateur et alentours: H. aequatoriana[51], ainsi que H. argentina, H. caraiba et H. williamsi; H. fuanucana et H. huallagana au Pérou[46], H. metator (Brésil) ;
- Dans le Sud de l'Amérique du Sud: H. argentina (large distribution depuis le sud des Caraïbes et jusqu'au Chili)[46],[52], H. fruhstorferi (Bolivie, Brésil, Paraguay, Argentine)[8], H. placita (Paraguay)[47], H. quadrispina (Argentine)[53], H. sztolcmani (Paraguay, Brésil, Argentine)[53].

### Amérique du Nord
Dans la zone néarctique, une demi-douzaine d'espèces ont été trouvées, dont quelques-unes débordent sur la zone caraïbe,,:  
- H. australis (d'abord décrite par Thomas Say comme une variante de H. lineata[56], mais considérée par José Rollin De la Torre-Bueno comme une bonne espèce[57], Georgie et Floride aux États-Unis, jusqu'à Antigua et Cuba[58]; synonyme: H. myrae), barei (Floride)[59], consimilis (Floride, Puerto-Rico, Cuba)[60], hungerfordi (États-Unis)[44], lillianis (États-Unis)[44], martini (Canada, États-Unis)[61],[62],[63], wileyi (Texas, Floride[44], synonyme: H. beameri[64]).

## Biologie

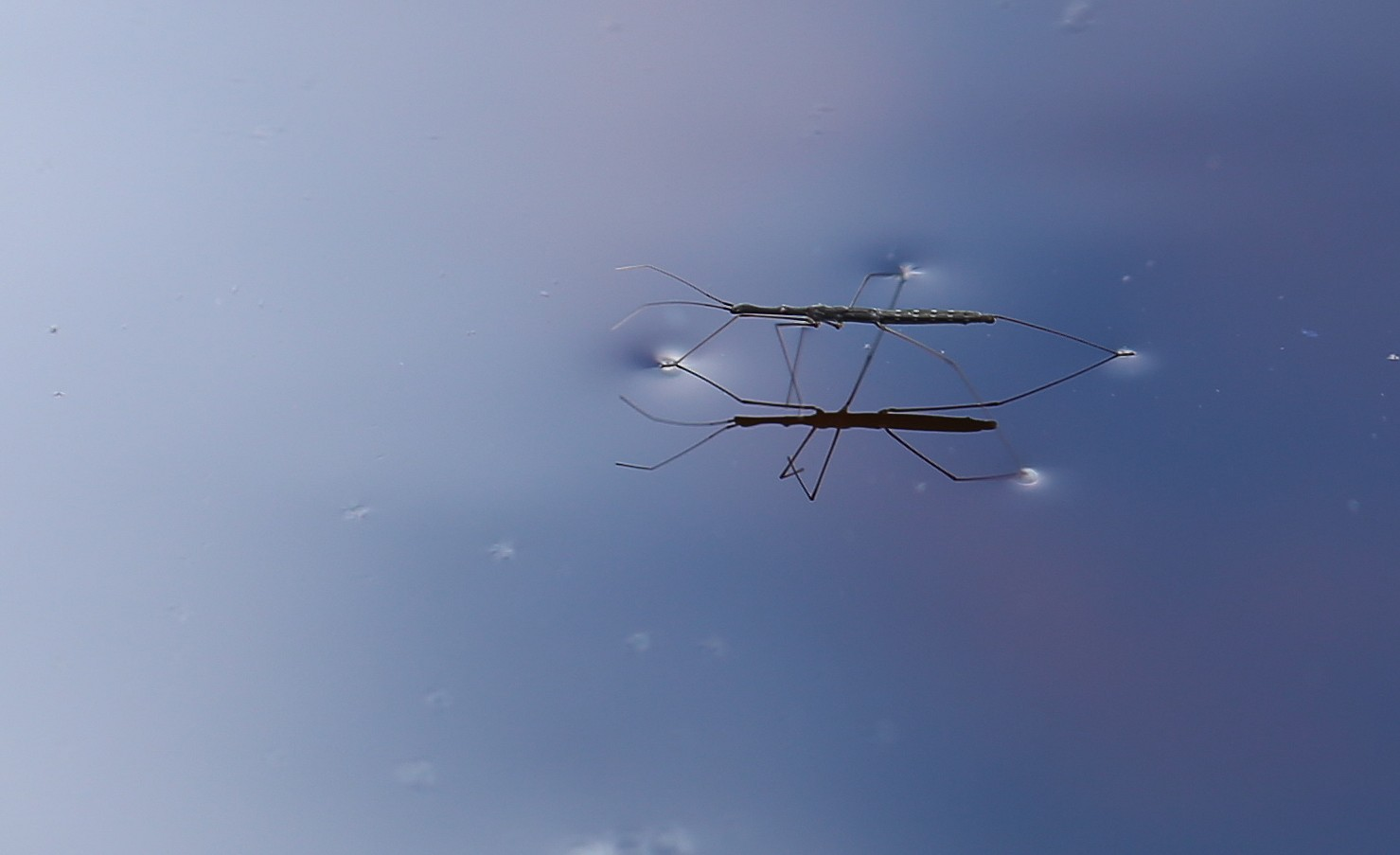
Une Hydromètre à la surface de l'eau (H. stagnorum, Pays-Bas).

Les Hydromètres ont le corps et les appendices particulièrement allongés, une adaptation biologique au mode de vie adopté. Elles ont la faculté de marcher à la surface de l'eau. Elles vivent de préférence sur le bord de plans d'eau stagnante ou de cours d'eau lents, partiellement sur l'eau, souvent lorsqu'il y a de la végétation aquatique. Toutefois, certaines rares espèces sont terrestres, comme H. phytophila, de Madagascar. On rencontre souvent plusieurs espèces les unes avec les autres au même endroit.

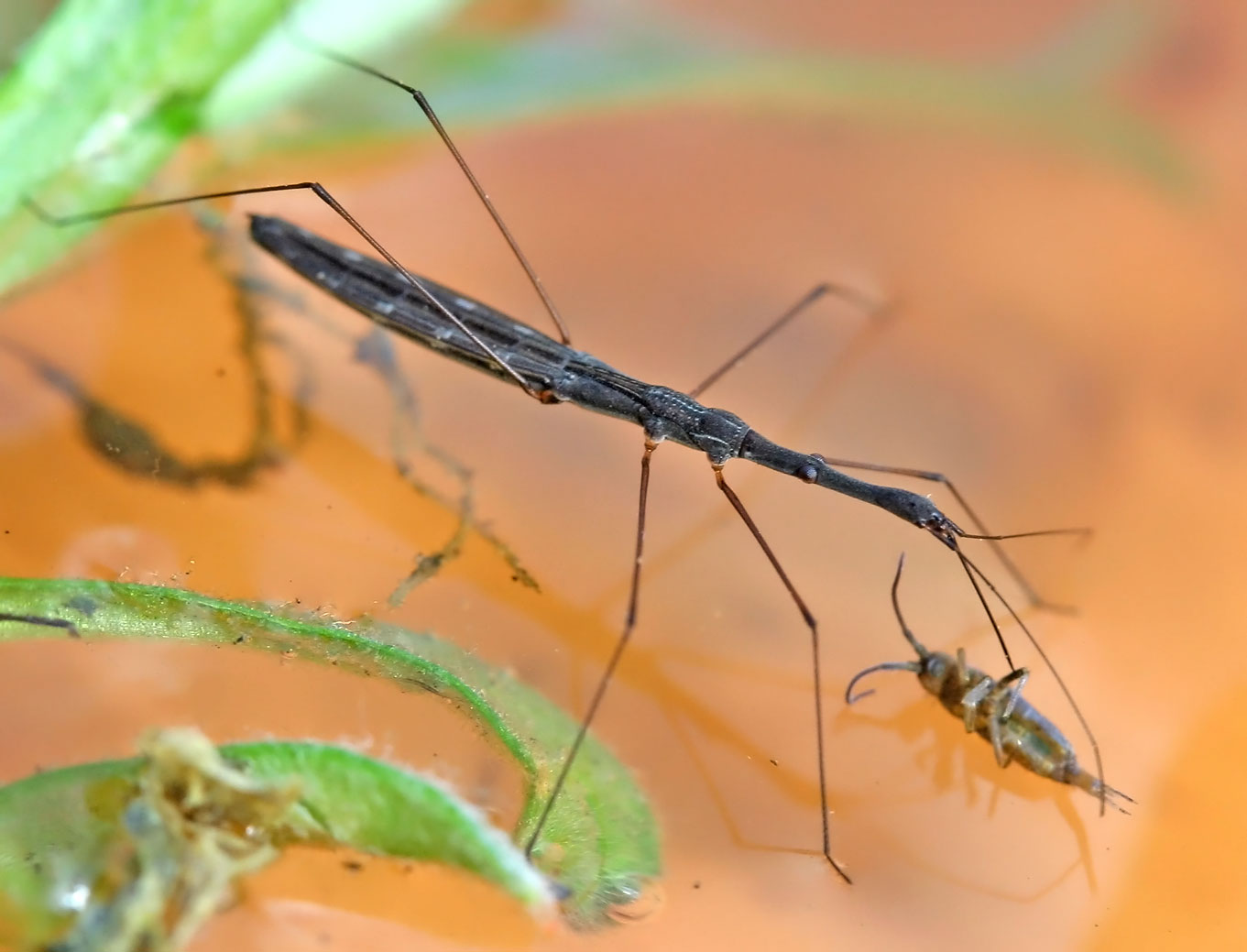
Hydrometra stagnorum en train de déguster un collembole.

Elles sont carnivores, nécrophages ou faiblement prédatrice, et chassent de petits animaux aquatiques, tels que petits insectes, ostracodes et collemboles, mourants ou morts à la surface de l'eau. Elles ne sont pas capables de tenir leurs proies avec leurs pattes avant, qui ne le leur permettent pas, mais elles sont capables de transpercer des microcrustacés ou des larves de moustiques à travers la surface de l'eau. En général, elles les tirent vers le bord pour en aspirer le contenu.
Elles peuvent être prédatées par des oiseaux et des amphibiens. Leur forme très allongée et leur couleur leur offrent un bon camouflage parmi les brindilles et détritus lorsqu'elles sont immobiles. Parmi les autres dangers qui les menacent figurent les insecticides répandus, notamment dans les rizières et la pollution des rivières.
Dans les régions aux hivers froids, elles s'éloignent de l'eau pour éviter la glace, se réfugiant dans des mousses ou sur la litière de feuilles humide en bordure des cours d'eau. Lorsqu'elles doivent hiberner, elles le font au stade adulte,.
Elles pondent sur divers supports à environ deux à trois centimètres au-dessus de la surface. Les œufs éclosent après environ 8 jours. L'embryon possède un appendice frontal qui lui permet de déchirer l’œuf. Les cinq stades larvaires durent chacun entre 2 et 5 jours, et le développement complet dure donc environ 15 jours. La durée de vie est d'environ 7 et 15 mois en laboratoire. Les juvéniles sont en général jaune pâle à orangé, avec une allure similaire à celle des adultes, mais de plus petite taille,,.

## Systématique

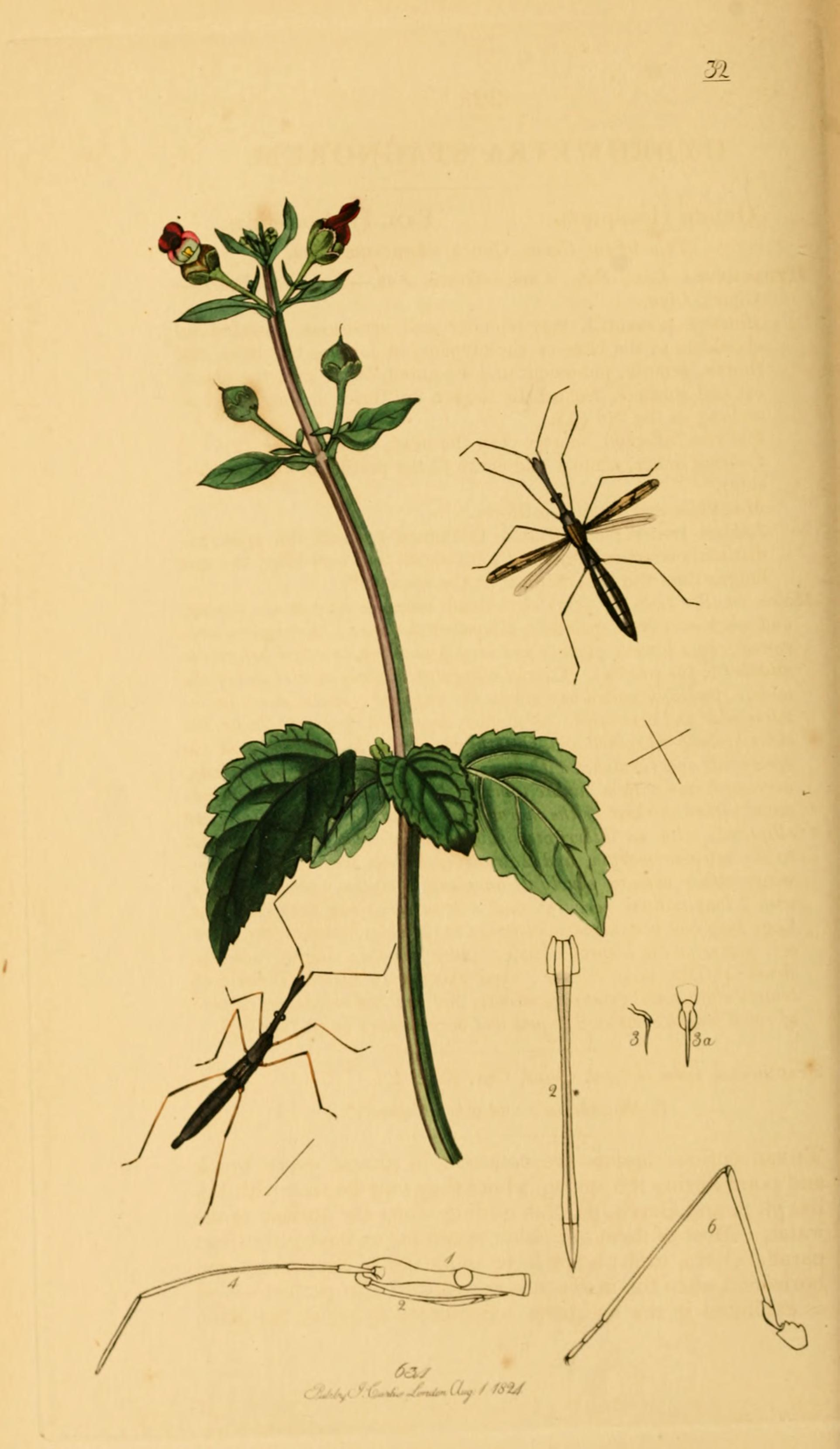
Gravure de John Curtis, Hydrometra stagnorum, British Entomology 1836.

Alors que Linné avait placé, en 1758, toutes les punaises connues dans le genre Cimex (sauf les punaises aquatiques placées dans les genres Nepa et Notonecta), les scientifiques se sont ensuite appliqués à créer de nouveaux genres pour mieux rendre compte de la multiplicité des espèces découvertes. C'est ce que fait Pierre-André Latreille en 1797 (la date indiquée est le plus souvent 1796) en créant le genre Hydrometra pour l'espèce appelée par Linné Cimex stagnorum, alors la seule connue dans ce genre.
En 1820, Gustav Johan Billberg crée une famille séparée, les Hydrometridae, mais il faudra attendre 1822 pour la découverte d'une seconde espèce aux Philippines, H. lineata, décrite par Johann Friedrich von Eschscholtz,. Au total, sans compter les synonymes, 13 espèces d'Hydrometra sont découvertes au cours du XIXe siècle, puis 98 au long du XXe siècle, et déjà 14 espèces au XXIe siècle (en 2023). La connaissance du genre doit beaucoup aux travaux de J. R. de la Torre-Bueno,,,, de H. B. Hungerford,,, de Raymond Poisson,,, de Carl J. Drake,,,,, de John T. et Dan A. Polhemus,,,,,, et de Herbert Zettel,,,,,.
Pour les espèces indomalaises, plusieurs groupes d'espèces ont été reconnus sur la base de différents caractères, notamment de la forme du bord antérieur du clypéus, qui peut être arrondi, conique, voire spiniforme, ou au contraire tronqué, voire concave. Ce dernier caractère est considéré comme ancestral ou plésiomorphique. Les groupes suivants ont été séparés :   
- le groupe de H. julieni, avec H. brevitarsus, H. cherukolensis, H. gilloglyi, H. heoki, H. julieni et H. julienoidea[23],[25] ;
- le groupe de H. lineata, avec H. annamana, H. borneensis, H. cracens, H. greeni, H. lineata, H. maidli, H. orientalis[23],[25] ;
- le groupe de H. longicapitis, avec H. carinata, H. longicapitis et H. ripicola[25] ;
- le groupe de H. papuana, avec cette seule espèce[25].

Il semble que les espèces les plus primitives (après les genres primitifs de Polynésie) se rencontrent à Madagascar, en Nouvelle-Guinée et en Nouvelle Calédonie. La persistance d'espèces très anciennes dans ces régions semble une conséquence de la faible pression de compétition due à leur isolement.

### Étymologie
Le nom « hydromètre » est construit à partir de hydro-, eau, et -mètre, mesure (du grec μέτρον, métron (« mesure, instrument pour mesurer »), manière de décrire l'originalité de cet insecte, le seul à marcher sur l'eau, comme un arpenteur de la surface.

### Fossiles
Une espèce fossile rattachée au genre Hydrometra, H. groehni, a été découverte dans de l'ambre de la Baltique, à Kaliningrad, et a été datée du Priabonien (Éocène), entre −38 et −34 millions d'années.

## Liste des espèces
Selon GBIF (4 octobre 2023) :
- Hydrometra acapulcana Drake, 1952
- Hydrometra aculeata Montrouzier, 1864
- Hydrometra adnexa Drake, 1956
- Hydrometra aegyptia Hungerford & Evans, 1934
- Hydrometra aemula Drake, 1956
- Hydrometra aequatoriana Cianferoni & Buzzetti, 2012
- Hydrometra africana Hungerford & Evans, 1934
- Hydrometra albolineata (Scott, 1874)
- Hydrometra albolineolata Reuter, 1882
- Hydrometra alloiona Drake & Lauck, 1959
- Hydrometra ambulator Stål, 1855
- Hydrometra annamana Hungerford & Evans, 1934
- Hydrometra argentina Berg, 1879
- Hydrometra australis Say, 1832
- Hydrometra balkei Zettel, 2014
- Hydrometra barei Hungerford, 1927
- Hydrometra barrana Drake, 1952
- Hydrometra bifurcata Hungerford & Evans, 1934
- Hydrometra borneensis Zettel & Yang, 2004
- Hydrometra brevitarsus Zettel & Yang, 2004
- Hydrometra butleri Hungerford & Evans, 1934
- Hydrometra caraiba Guérin-Méneville, 1857
- Hydrometra carayoni Poisson, 1948
- Hydrometra carinata J.Polhemus & D.Polhemus, 1995
- Hydrometra cavernicola J.Polhemus & D.Polhemus, 1987
- Hydrometra chaweewanae Sites & J.Polhemus, 2003
- Hydrometra cherukolensis Jehamalar & Chandra, 2014
- Hydrometra chinai Hungerford & Evans, 1934
- Hydrometra chopardi Poisson, 1941
- Hydrometra ciliata Mychajliw, 1961
- Hydrometra ciliosa Drake & Lauck, 1959
- Hydrometra claudie J.Polhemus & Lansbury, 1997
- Hydrometra colombiana Martínez, Galindo-Malagón, Molano & Moreira, 2019
- Hydrometra comata Torre-Bueno, 1926
- Hydrometra consimilis Barber, 1923
- Hydrometra cracens J.Polhemus & D.Polhemus, 1995
- Hydrometra crossa Drake & Lauck, 1959
- Hydrometra cyprina Torre-Bueno, 1926
- Hydrometra darwiniana J.Polhemus & Lansbury, 1997
- Hydrometra eioana J.Polhemus & Lansbury, 1997
- Hydrometra exalla Drake & Lauck, 1959
- Hydrometra exilis Torre-Bueno, 1926
- Hydrometra fanjahira Hungerford & Evans, 1934
- Hydrometra feta Hale, 1925
- Hydrometra fruhstorferi Hungerford & Evans, 1934
- Hydrometra fuanucana Drake, 1954
- Hydrometra gagnei J.Polhemus & D.Polhemus, 1995
- Hydrometra gibara Torre-Bueno, 1926
- Hydrometra gilloglyi J.Polhemus & D.Polhemus, 1995
- Hydrometra goodi Hungerford, 1951
- Hydrometra gracilenta Horváth, 1899
- Hydrometra grassei Poisson, 1945
- Hydrometra greeni Kirkaldy, 1898
- † Hydrometra groehni Andersen, 2003
- Hydrometra guianana Hungerford & Evans, 1934
- Hydrometra halei Hungerford & Evans, 1934
- Hydrometra heoki Zettel & Yang, 2004
- Hydrometra horvathi Hungerford & Evans, 1934
- Hydrometra huallagana Drake, 1954
- Hydrometra hungerfordi Torre-Bueno, 1926
- Hydrometra hutchinsoni Hungerford & Evans, 1934
- Hydrometra intonsa Drake & Hottes, 1952
- Hydrometra isaka Hungerford & Evans, 1934
- Hydrometra jaczewskii Lundblad, 1933
- Hydrometra jourama J.Polhemus & Lansbury, 1997
- Hydrometra juba Linnavuori, 1971
- Hydrometra julieni Hungerford & Evans, 1934
- Hydrometra julienoidea J.Polhemus & D.Polhemus, 1995
- Hydrometra kahallensis Karunaratne, 1969
- Hydrometra kelantan J.Polhemus & D.Polhemus, 1995
- Hydrometra kiunga J.Polhemus & Lansbury, 1997
- Hydrometra lentipes Champion, 1898
- Hydrometra lillianis Torre-Bueno, 1926
- Hydrometra lineata Eschscholtz, 1822
- Hydrometra lombok J.Polhemus & D.Polhemus, 1995
- Hydrometra longicapitis Torre-Bueno, 1927
- Hydrometra madagascarensis Hungerford & Evans, 1934
- Hydrometra maidli Hungerford & Evans, 1934
- Hydrometra maindroni Hungerford & Evans, 1934
- Hydrometra mameti Hungerford, 1951
- Hydrometra marani Hoberlandt, 1942
- Hydrometra martini Kirkaldy, 1900
- Hydrometra metator Buchanan-White, 1879
- Hydrometra mindoroensis J.Polhemus, 1976
- Hydrometra moneta Linnavuori, 1981
- Hydrometra monodi Poisson, 1939
- Hydrometra naiades Kirkaldy, 1902
- Hydrometra nicobarensis Jehamalar & Chandra, 2014
- Hydrometra novahollandiae J.Polhemus & Lansbury, 1997
- Hydrometra okinawana Drake, 1951
- Hydrometra olallai Mychajliw, 1961
- Hydrometra orientalis Lundblad, 1933
- Hydrometra panamensis Drake, 1952
- Hydrometra papuana Kirkaldy, 1901
- Hydrometra phytophila J.Polhemus & D.Polhemus, 1987
- Hydrometra placita Drake, 1953
- Hydrometra poissoni Hungerford, 1951
- Hydrometra priscillae Torre-Bueno, 1926
- Hydrometra procera Horváth, 1905
- Hydrometra quadrispina Perez Goodwyn, 2001
- Hydrometra quimbaya Martínez, Galindo-Malagón, Molano & Moreira, 2019
- Hydrometra rhodesiana Hungerford & Evans, 1934
- Hydrometra ribesci Hungerford, 1938
- Hydrometra ripicola Andersen, 1992
- Hydrometra sapiranga Moreira & Barbosa, 2013
- Hydrometra scotti Brown, 1951
- Hydrometra seychellensis J.Polhemus & D.Polhemus, 1995
- Hydrometra sjoestedti Lundblad, 1934
- Hydrometra smithi Hungerford & Evans, 1934
- Hydrometra somaliensis Poisson, 1949
- Hydrometra stagnorum (Linnaeus, 1758)
- Hydrometra strigosa (Skuse, 1893)
- Hydrometra sztolcmani Jaczewski, 1928
- Hydrometra taxcana Drake & Hottes, 1952
- Hydrometra tayrona Martínez, Galindo-Malagón, Molano & Moreira, 2019
- Hydrometra thomasi Mychajliw, 1961
- Hydrometra transvaalensis Hungerford & Evans, 1934
- Hydrometra turneri Hungerford & Evans, 1934
- Hydrometra ugandae Jaczewski, 1932
- Hydrometra wileyae Hungerford, 1923
- Hydrometra williamsi Hungerford & Evans, 1934
- Hydrometra yamoussoukroi Poisson, 1945
- Hydrometra yaqubi Ghauri, 1964
- Hydrometra zeteki Drake, 1952
- Hydrometra zeylanica Gunawardane & Karunaratne, 1965

## Galerie

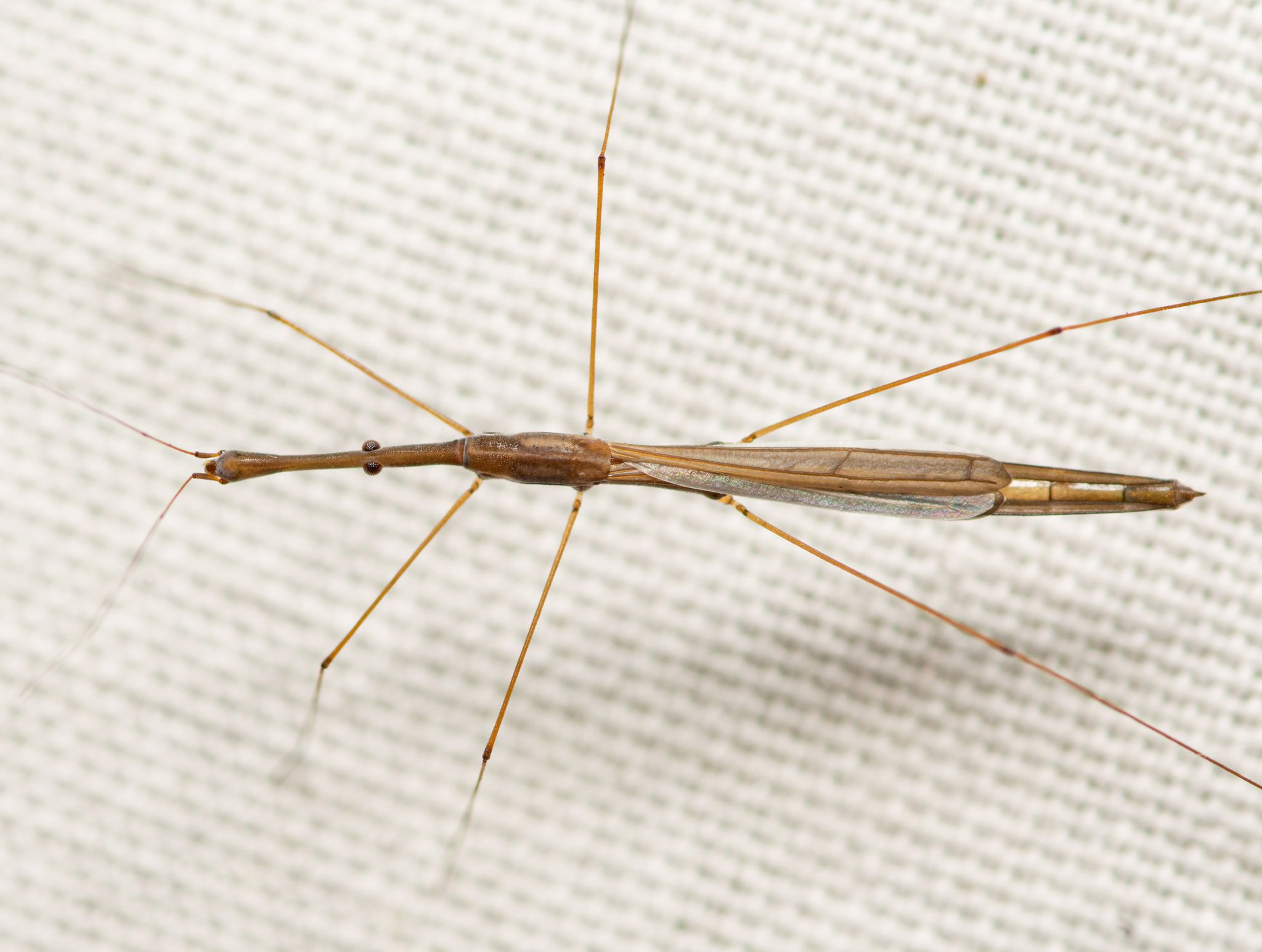
Hydrometra australis, du Texas (US), individu aux ailes bien développées.
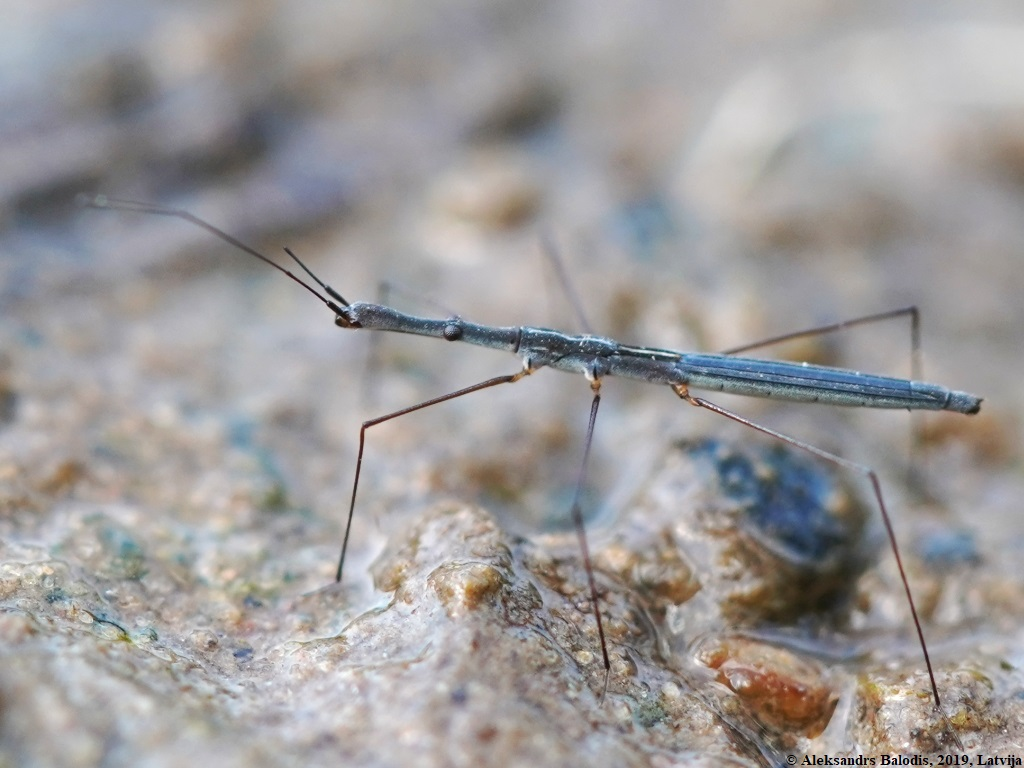
Hydrometra gracilenta, espèce européenne, Lettonie.
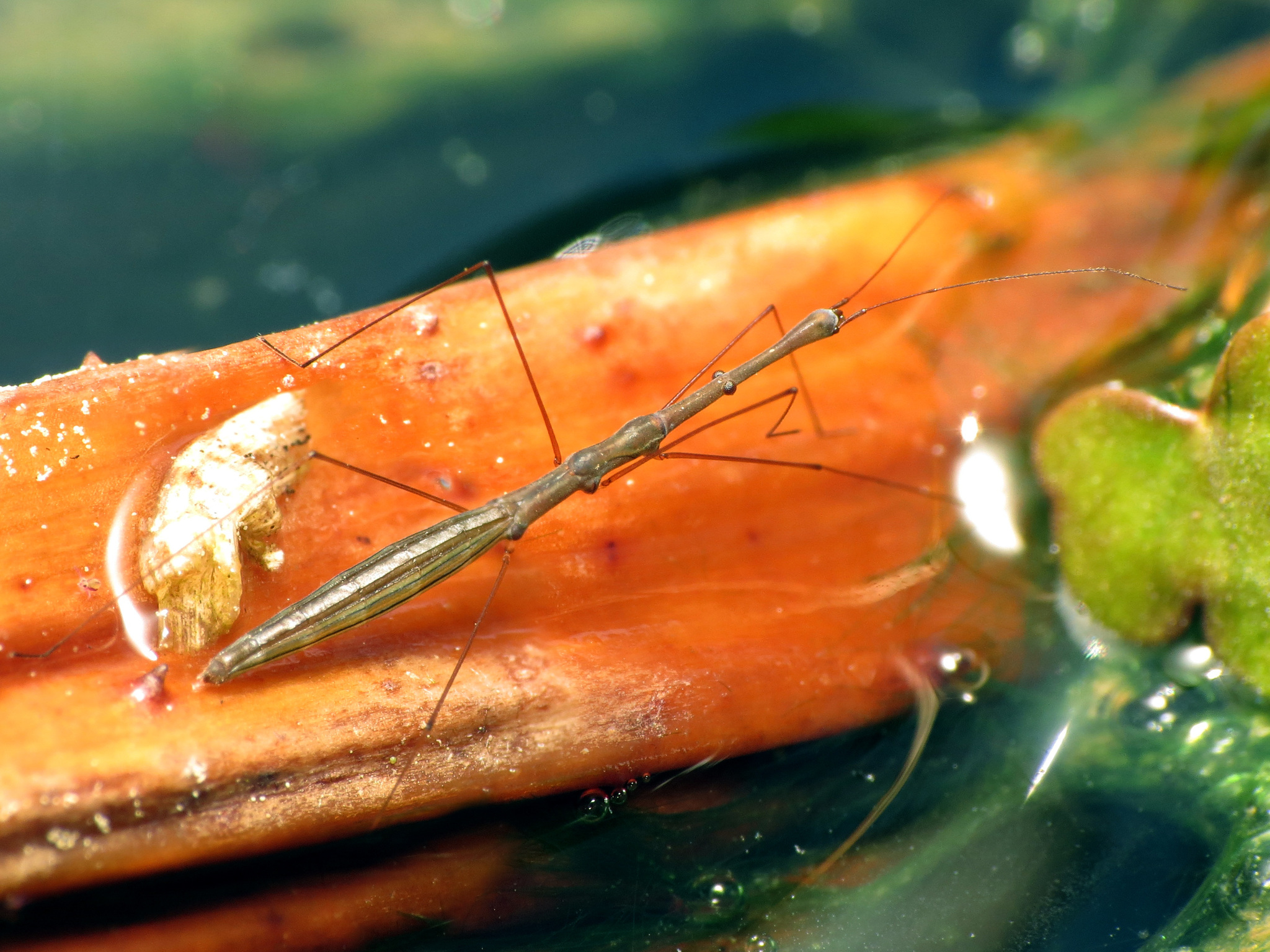
Hydrometra martini, Washington D.C. (US).
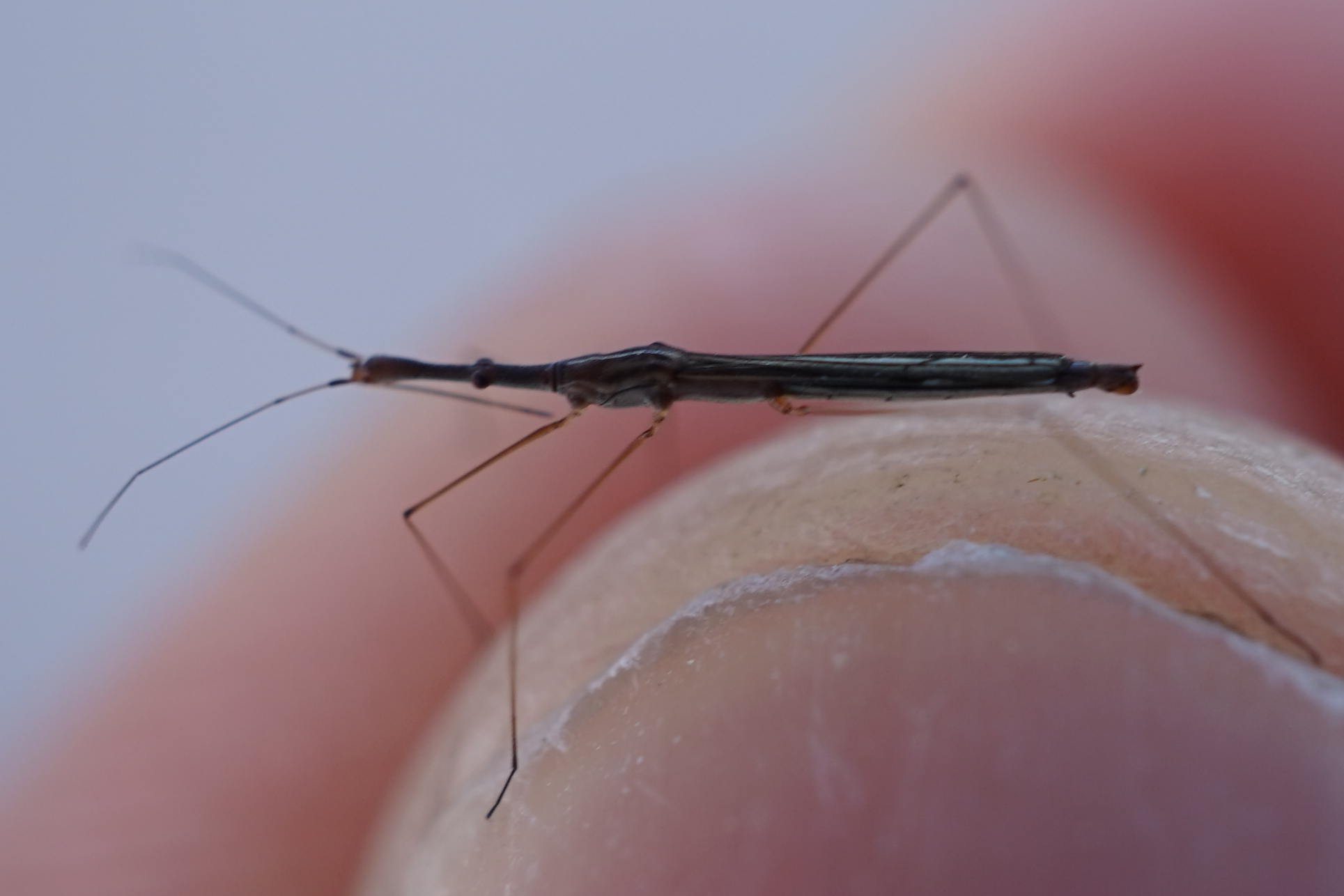
Hydrometra procera, du Japon.
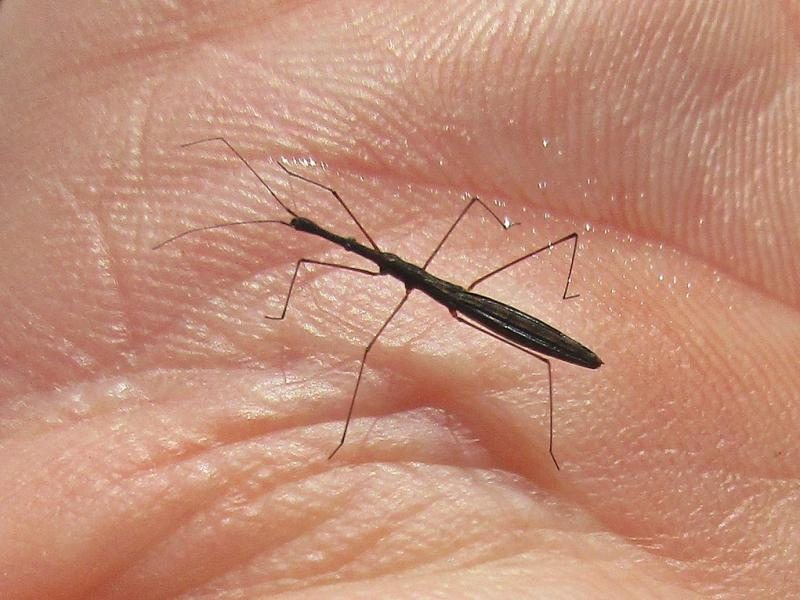
Hydrometra stagnorum dans une paume, montrant sa taille.
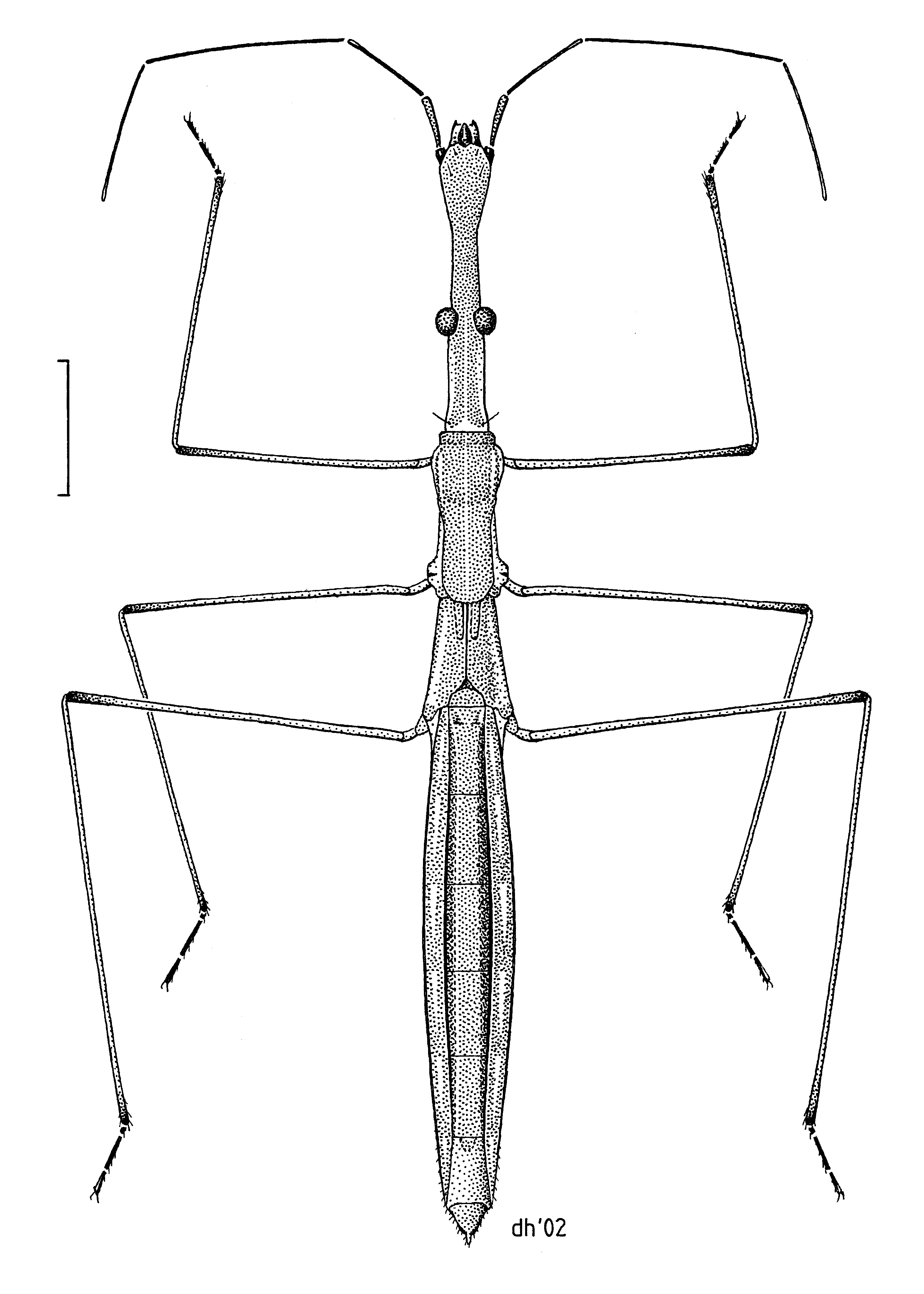
Hydrometra strigosa, espèce australienne, dessin de Des Helmore.
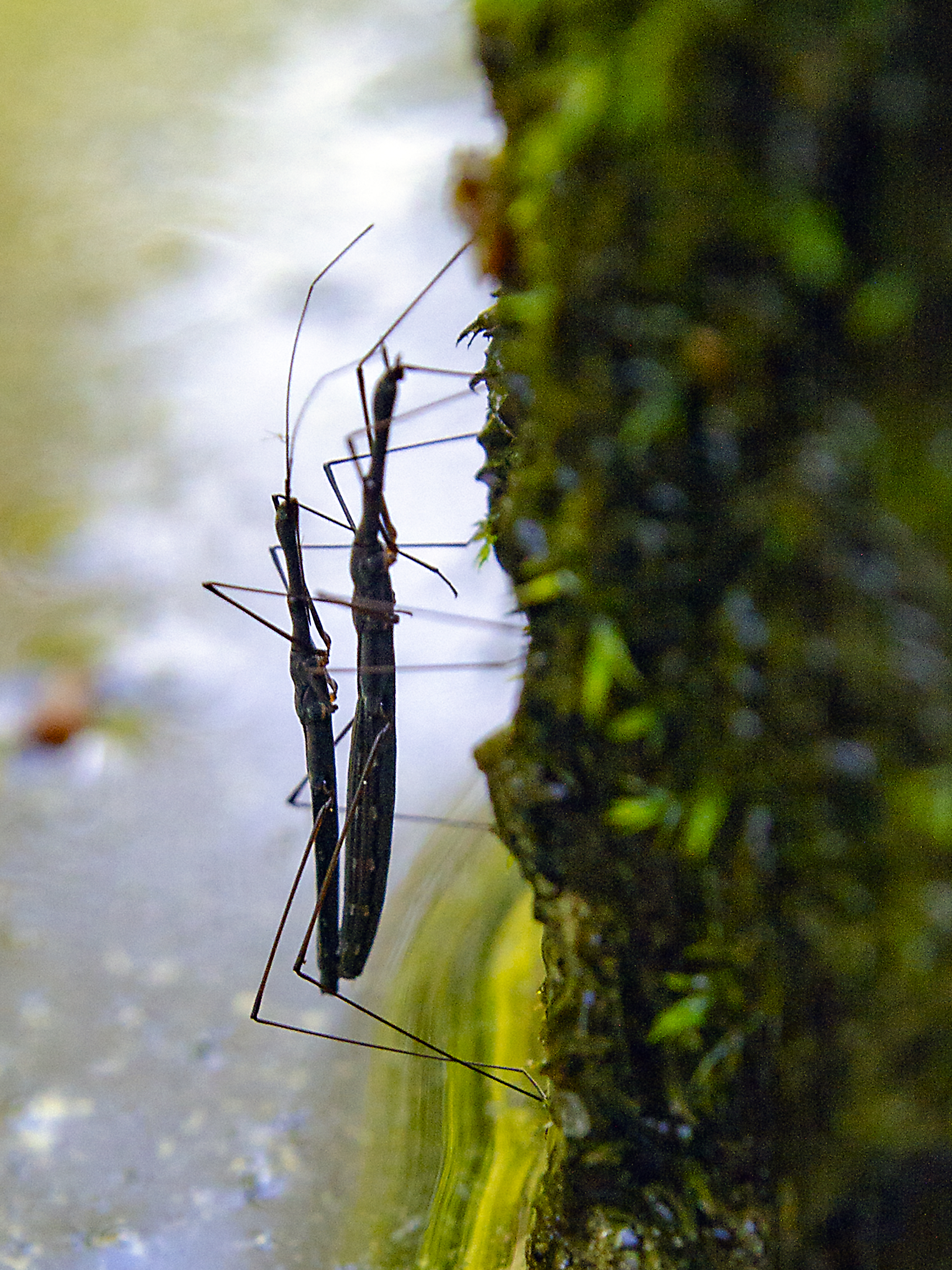
Accouplement chez H. stagnorum, Allemagne.